# Улица Частника
У́лица Ча́стника — улица в Ленинском районе Севастополя между Крепостным переулком и площадью Восставших. Названа в честь одного из руководителей восстания на крейсере «Очаков» Сергея Петровича Частника.

## Описание
Улица пересекается с улицами: Партизанской, Кирпичной, Генерала Петрова, Костомаровской, Демидова, Наваринской, Щорса и Адмирала Октябрьского.
Аннотационное обозначение улицы установлено на здании детско-юношеской спортивной школы «Чайка», на доме №95.

## История
Сначала улица называлась Новослободской, в конце XIX века — Подгорной, в начале XX века — Наваринской. С апреля 1937 года переименована в улицу Частника. Аннотационное обозначение улицы установлено на здании детско-юношеской спортивной школы «Чайка», на доме №95.
Летом 1942 года после взятия Севастополя  зондеркоманда 11a под командованием П. Цаппа передислоцировалась туда, заняв дом по улице Частника, 6. После сбора и регистрации она расстреляла и умертвила в газвагенах 1500 (по другим данным 1200) евреев из Севастополя. В течение июля 1942 года подразделением было уничтожено 2022 евреев, выявленных среди советских военнопленных. 